# Cướp siêu hạng
Cướp siêu hạng (tựa gốc: Stolen) là một bộ phim hành động tội phạm giật gân của Mỹ năm 2012 do Simon West đạo diễn và có sự tham gia của Nicolas Cage, Danny Huston, Malin Åkerman, M.C. Gainey, Sami Gayle, Mark Valley và Josh Lucas.

## Nội dung
Ở New Orleans, tay trộm Will Montgomery chuẩn bị thực hiện một phi vụ trộm tiền, đồng bọn của anh gồm có Vincent Kinsey, Riley Simms và Hoyt. Họ bị theo dõi bởi Đặc vụ FBI Tim Harland, người biết rằng Will đã thăm dò cửa hàng trang sức suốt ba tuần qua. Harland cho đội FBI ập vào cửa hàng trang sức nhưng không thấy băng trộm vì họ đã đến ngân hàng. Trong kho tiền của ngân hàng, Will lấy được 10 triệu USD. Ra con hẻm, Will và Vincent giằng co với nhau khiến Vincent bắn chân mình bị thương. Đội FBI đang kéo đến, buộc các đồng bọn của Will phải tẩu thoát, bỏ Will lại với số tiền. Các đặc vụ đuổi theo Will đến một tòa nhà bị bỏ hoang, họ bắt giữ anh nhưng không còn thấy số tiền.
Tám năm sau, Will ra tù và được Harland đưa về nhà. Harland tin rằng Will đã giấu số tiền từ vụ trộm. Will về nhà gặp lại con gái anh là Alison nhưng cô không muốn nói chuyện với anh và rời đi trên một chiếc xe taxi. Chiếc taxi chở Alison đã theo dõi Will từ lúc anh ra khỏi nhà tù. Will ghé thăm Riley ở quán rượu của cô. Sau đó anh nhận được cuộc gọi của Vincent, người tài xế của chiếc taxi trên, tiết lộ rằng hắn đã bắt cóc Alison và yêu cầu anh giao nộp 10 triệu USD từ vụ trộm năm xưa cho hắn trong vòng 12 giờ. Biết cấp dưới của Harland đang theo dõi mình, Will lợi dụng lễ hội Mardi Gras để tẩu thoát. Anh đành phải nhờ Harland giúp đỡ, giải thích rằng anh đã đốt sạch số tiền ăn trộm trước khi bị bắt. Harland không tin Will, nói rằng Vincent đã chết vào năm ngoái, ADN của hắn cũng được tìm thấy ở hiện trường (thực ra Vincent làm giả cái chết của hắn rồi bỏ ADN của hắn lại hiện trường).
Will tìm đến căn hộ của Hoyt, người đang hợp tác với Vincent. Will và Hoyt vật lộn với nhau đến khi cảnh sát đến và bắn chết Hoyt vì ông ta định bắn họ. Will chạy thoát rồi liên lạc với công ty taxi, bảo họ tìm chiếc xe của Vincent nhưng thất bại. Cấp dưới của Harland bắt giữ Will, khi họ không cho anh trả lời cuộc gọi của Vincent thì anh đã chống cự rồi tiếp tục bỏ chạy. Anh khai thật là số tiền không còn nữa nhưng Vincent không tin, hắn bắt buộc anh phải giao tiền cho hắn.
Không còn lựa chọn nào khác, Will đành phải đi trộm ngân hàng để có tiền giao cho Vincent. Will và Riley xuống một đường hầm bên dưới ngân hàng và làm tan chảy những thỏi vàng trong kho tiền rồi thu gom chúng. Riley đánh lạc hướng Harland để Will mang vàng đi gặp Vincent. Ở một công viên giải trí bị bỏ hoang, Will giao nộp vàng nhưng Vincent vẫn đốt chiếc taxi khi Alison còn đang bị nhốt trong cốp xe. Will và Vincent đánh nhau, Will cho chiếc taxi bị cháy lao xuống hồ nước gần đó để dập lửa. Cuối cùng Will hạ gục Vincent, giải cứu được con gái. Máy bay trực thăng của Harland đến nơi và đưa Will đang bị thương vào bệnh viện.
Một thời gian sau, Will, Alison và Riley nướng hun khói để chuẩn bị ăn trưa trong khi Harland đang quan sát họ từ xa. Will tìm thấy một khối vàng còn sót lại trên xe bán tải của Riley, anh phân vân không biết nên giữ lại hay vứt bỏ nó. Sau đó Will quyết định ném khối vàng xuống vùng nước, điều này làm Harland hài lòng vì ông tin rằng Will đã hoàn lương thật sự. Thật ra Will đã ném một quả thông để đánh lừa Harland, anh đặt khối vàng trên bàn rồi đi ăn trưa với Alison và Riley.

## Diễn viên
- Nicolas Cage vai Will Montgomery
- Danny Huston vai Tim Harland
- Malin Åkerman vai Riley Simms
- Sami Gayle vai Alison Montgomery
- Mark Valley vai Fletcher
- M.C. Gainey vai Hoyt
- Josh Lucas vai Vincent Kinsey
- Tanc Sade vai Peter
- Demetrice J. Nguyen vai Mark
- Sam Velasquez vai Knuckles